# Лейкшор (Луїзіана)
Лейкшор (англ. Lakeshore) — переписна місцевість (CDP) в США, в окрузі Вачіта штату Луїзіана. Населення — 1988 осіб (2020).

## Географія
Лейкшор розташований за координатами 32°32′6″ пн. ш. 92°2′2″ зх. д. / 32.53500° пн. ш. 92.03389° зх. д. (32.534870, -92.033806).  За даними Бюро перепису населення США в 2010 році переписна місцевість мала площу 2,44 км², з яких 2,21 км² — суходіл та 0,24 км² — водойми.

## Демографія
Згідно з переписом 2010 року, у переписній місцевості мешкало 1930 осіб у 810 домогосподарствах у складі 530 родин. Густота населення становила 790 осіб/км².  Було 884 помешкання (362/км²).
Расовий склад населення:
| - 71,6 % — білих - 25,6 % — чорних або афроамериканців - 0,8 % — азіатів - 0,2 % — корінних американців |

До двох чи більше рас належало 1,5 %. Частка іспаномовних становила 1,6 % від усіх жителів.
За віковим діапазоном населення розподілялося таким чином: 23,5 % — особи молодші 18 років, 58,1 % — особи у віці 18—64 років, 18,4 % — особи у віці 65 років та старші. Медіана віку мешканця становила 37,4 року. На 100 осіб жіночої статі у переписній місцевості припадало 87,0 чоловіків;  на 100 жінок у віці від 18 років та старших — 80,2 чоловіків також старших 18 років.
Середній дохід на одне домашнє господарство  становив 59 943 долари США (медіана — 43 875), а середній дохід на одну сім'ю — 78 109 доларів (медіана — 49 855). За межею бідності перебувало 19,9 % осіб, у тому числі 38,6 % дітей у віці до 18 років та 2,1 % осіб у віці 65 років та старших.
Цивільне працевлаштоване населення становило 795 осіб. Основні галузі зайнятості: освіта, охорона здоров'я та соціальна допомога — 21,8 %, науковці, спеціалісти, менеджери — 15,1 %, мистецтво, розваги та відпочинок — 14,3 %.